# Coisia
Coisia is een plaats en voormalige gemeente in het Franse departement Jura (regio Bourgogne-Franche-Comté) en telt 118 inwoners (2004). De plaats maakt deel uit van het arrondissement Lons-le-Saunier. Coisia is op 1 januari 2017 gefuseerd met de gemeente Thoirette tot de gemeente Thoirette-Coisia. 

## Geografie
De oppervlakte van Coisia bedraagt 6,9 km², de bevolkingsdichtheid is 17,1 inwoners per km².
De onderstaande kaart toont de ligging van Coisia met de belangrijkste infrastructuur en aangrenzende gemeenten.

## Demografie
Onderstaande figuur toont het verloop van het inwonertal (bron: INSEE-tellingen).